# Vladimir Engibarjan
Vladimir Nikolaevič Engibarjan (in armeno Վլադիմիր Ենգիբարյան?; Erevan, 24 aprile 1932 – Los Angeles, 1º febbraio 2013) è stato un pugile armeno che ha gareggiato per l'Unione Sovietica. È stato Campione olimpico dei pesi superleggeri alle Olimpiadi di Roma del 1960.

## Biografia
È stato medaglia di bronzo nei pesi leggeri ai Campionati di pugilato dilettanti dell'Unione Sovietica nel 1953. Salito nella categoria dei superleggeri è stato Campione dell'Unione Sovietica nel 1955, 1956 e 1958.
È stato Campione europeo nei pesi leggeri, a Varsavia 1953. Ha vinto la medaglia di bronzo, nei superleggeri a Berlino Ovest 1955 e, nella stessa categoria, è stato Campione europeo a Praga 1957 e a Lucerna 1959, battendo in finale Piero Brandi.
Ha partecipato alle Olimpiadi di Melbourne nel 1956, dove ha conquistato la medaglia d'oro battendo in finale l'italiano Franco Nenci. Nelle successive Olimpiadi di Roma, nel 1960, 
è stato eliminato nei quarti di finale dal polacco Marian Kasprzyk. 
Ha combattuto, nella sua carriera tra i dilettanti, 267 match, vincendone 255. Non è mai potuto passare tra i professionisti non essendo ciò consentito, all'epoca, nei paesi a regime comunista.
Nel 1992 è emigrato negli Stati Uniti, dove è morto, il 1º febbraio 2013, a Los Angeles. Due giorni dopo, in suo onore, si è svolta presso la cattedrale di Erevan (Armenia), una cerimonia alla presenza del Ministro dello Sport armeno e del Presidente del Comitato Olimpico Nazionale. Su desiderio della figlia il suo corpo fu translato e sepolto in Armenia. In sua memoria gli è stato dedicato un torneo annuale di boxe.